# 裸足猬属
裸足蝟屬（裸足蝟），哺乳綱、食蟲目的一屬，而與裸足蝟屬（裸足蝟）同科的動物尚有毛蝟屬（小毛蝟）、鼩蝟屬（刺氏鼩蝟）等之數種哺乳動物。